# G.I. Joe y los Transformers
G.I. Joe y los Transformers es una serie limitada de cómics de 4 números con personajes de G.I. Joe y los Transformers y publicada por Marvel Comics en 1987.

## Publicación
G.I. Joe y los Transformers, fue una miniserie de 4 números que se desarrolló entre enero y abril de 1987. La serie fue escrita por Michael Higgins, y combinó las dos propiedades populares de Hasbro de la década de 1980, G.I. Joe y los Transformers.
Posteriormente, un libro de bolsillo comercial recopiló los cuatro números en 1993. Esta serie (junto con G.I. Joe de Marvel # 139- # 142) fue recopilada en colecciones de libros de bolsillo comerciales por IDW Publishing en 2012 como G.I. Joe/Transformers Vol. 1, además de estar incluido en el octavo y último volumen de Transformers Classics. 

## Resumen de la trama
La historia hizo que el Equipo G.I. Joe y los Autobots unieran fuerzas para evitar que los Decepticons y Cobra destruyeran el mundo. La historia presentaba a Bumblebee siendo destruido por las fuerzas de G.I. Joe y reconstruido como Goldbug. Los Joes, los Autobots y Cobra (después de ser traicionados por los Decepticons) deben unir fuerzas para evitar que los Decepticons activen un dispositivo de perforación de energía para absorber energía del núcleo de la Tierra, lo que destruiría el planeta en el proceso.

## Adaptación cinematográfica
Al final de Transformers: el despertar de las bestias (2023), se revela que tendrá lugar un cruce de películas de acción real.